# Rhodesiella aeneifrons
Rhodesiella aeneifrons är en tvåvingeart som först beskrevs av Lamb 1912.  Rhodesiella aeneifrons ingår i släktet Rhodesiella och familjen fritflugor. Inga underarter finns listade i Catalogue of Life.